# Elisabeth Zöller
Elisabeth Zöller (Pseudonym: Marie Hagemann; * 6. Dezember 1945 in Brilon) ist eine deutsche Kinder- und Jugendbuch-Autorin.

## Leben
Elisabeth Zöller studierte Deutsch, Französisch, Kunstgeschichte und Pädagogik in München, Lausanne und Münster. Anschließend wurde sie Lehrerin an einem Gymnasium und übte diesen Beruf bis 1989 aus.
Seit 1990 schreibt sie Bücher für Kinder und Jugendliche, in denen sie auch schwierige Themen wie Wut, Krieg, Angst, Gewalt, Trauer und Tod verarbeitet. So thematisierte sie u. a. in Anton oder Die Zeit des unwerten Lebens die Verfolgung und Ermordung Kranker und Behinderter in der Zeit des Nationalsozialismus.
Elisabeth Zöller lebt heute auf einem denkmalgeschützten Bauernhof bei Münster.

## Auszeichnungen
- 1998: Paderborner Hase
- 2001: Katholischer Kinder- und Jugendbuchpreis der Deutschen Bischofskonferenz
- 2005: Gustav-Heinemann-Friedenspreis für Kinder- und Jugendbücher für Anton oder Die Zeit des unwerten Lebens
- 2007: Bundesverdienstkreuz am Bande
- 2009: Auf der Shortlist Wissenschaftsbuch des Jahres (Junior-Wissensbücher): Unschlagbar. Das Buch, das Dich gegen Gewalt stark macht[1]
- 2013: „Buch des Monats“ Februar 2013 – Deutsche Akademie für Kinder- und Jugendliteratur in Volkach: Wir tanzen nicht nach Führers Pfeife[2]

## Werke

### Bilderbücher
- Tante Klara kommt! Mit Illustrationen von Sabine Wiemers. Fischer Schatzinsel Verlag, 2005. ISBN 978-3-596-85166-9

### Vorlesebücher
- Ich will aber nicht! Vorlesegeschichten zum Trotzigsein
- Du hast angefangen! Vorlesegeschichten vom Streiten und Sich-Vertragen
- Ich will mutig sein! Vorlesegeschichten vom Angsthaben und Sich-Trauen
- Ich bin ein richtiger Junge! Vorlesegeschichten von Tobe-Schmusern und Kuschel-Kerlen

### Erstlesebücher
- Der ABC-Bär: Der Geburtstagskönig
- Lesefant: Wir sind die geheimen Detektive
- Lesepiraten: Fahrradgeschichten
- Lesepiraten: Nikolausgeschichten
- Leselöwen: Tierfreundegeschichten
- Leselöwen: Christkindgeschichten
- Leselöwen: Abenteuergeschichten. Illustrationen: Wilfried Gebhard.
- Leselöwen: Ballettgeschichten
- Leselöwen: Reit- und Voltigiergeschichten
- Leselöwen: Pferdeclubgeschichten
- Leselöwen: Geschichten von Mutproben und Abenteuern
- Englisch lernen mit den Leselöwen-Abenteuergeschichten
- Englisch lernen mit den Leselöwen-Tierfreundegeschichten

### Kinderbücher
- Nana oder der Sinn des Lebens
- Ich knall ihr eine! Emma wehrt sich. Mit Illustrationen von Edda Skibbe. Thienemann Verlag, 2001. ISBN 978-3522172936
- Anna rennt
- Auf Wiedersehen, Mama!
- Und wenn ich zurückhaue?
- Der Klassen-King. Mit Illustrationen von Edda Skibbe. Thienemann Verlag, 1999. ISBN 978-3522172608
- Die Hotelbande: Der geheimnisvolle Schuhklau
- Alarmanlage Schwesternschreck
- Kim kann stark sein
- Jetzt bist du fällig! Geschichten gegen Gewalt

### Jugendbücher
- Anton oder Die Zeit des unwerten Lebens.
- Wir hatten trotzdem Glück.
- Marie Hagemann: Schwarzer Wolf, Skin. Thienemann Verlag, Stuttgart–Wien 1993 ISBN 3-522-16839-9.
- Ich, Racheengel. Hase und Igel, Bindlach 2008, ISBN 978-3867600804.
- Der schwarze Vorhang.
- Lady Zero – Ein Mädchen auf der Straße.
- Vaters Befehl oder Ein deutsches Mädel. Fischer Schatzinsel, Frankfurt a. M. 2012.
- Wir tanzen nicht nach Führers Pfeife. Hanser-Verlag, München 2012, ISBN 978-3-446-24024-7.
- Der Krieg ist ein Menschenfresser. dtv Verlagsgesellschaft, München 2015, ISBN 978-3-423-62620-0.

### Zusammenarbeit mit Brigitte Kolloch
- Hunger, Hunger
- Bis ans Limit
- Außer Kontrolle Isabelle hat Bulimie
- Reiterhof Rosenburg 01 – Antonia, die mit den Pferden flüstert. Mit Illustrationen von Betina Gotzen-Beek. Coppenrath Verlag, 2011. ISBN 978-3-815-75112-1
- Reiterhof Rosenburg 02 – Antonias großes Turnier. Mit Illustrationen von Betina Gotzen-Beek. Coppenrath Verlag, 2011. ISBN 978-3-815-75119-0
- Antonia und das süßeste Fohlen der Welt. Mit Illustrationen von Betina Gotzen-Beek. Coppenrath Verlag, 2011. ISBN 978-3-815-75134-3